# Josef Zott
Josef Zott (* 16. Mai 1901 in München; † 15. Januar 1945 im Zuchthaus Brandenburg-Görden) war ein deutscher Patriot, bayerischer Monarchist und Widerstandskämpfer gegen den Nationalsozialismus. 

## Leben
Josef Zott war gelernter Schreiner und arbeitete als Bauaufseher für die Münchner Stadtverwaltung. Er wohnte in der Geroltstraße 24 im Münchner Stadtteil Schwanthalerhöhe. Ab 1925 engagierte er sich bei der Freien Gewerkschaft der Gemeinde- und Staatsarbeiter, wurde aber aus dieser 1927 wegen oppositioneller Ansichten ausgeschlossen. 1932 trat er der Bayerischen Volkspartei (BVP) und deren Wehrorganisation Bayernwacht bei. Als gläubiger Katholik schloss er sich 1935 der später als Harnier-Kreis bezeichneten Widerstandsgruppe an.
Im Gegensatz zu Adolf von Harnier, der ab Anfang 1937 den Harnier-Kreis leitete, spielten bei Zott sozialpolitische Ideen eine herausragende Rolle. Bei einer Wiedereinführung der Monarchie sollten nicht nur die alten Verhältnisse wiederhergestellt, sondern zugleich Reformen zur Verbesserung der Lage der Arbeiterschaft durchgeführt werden. Deshalb war er bereit, das nationalsozialistische Regime aktiv zu bekämpfen. Zu diesem Zweck entwarf er mehrere Flugblätter und nahm Kontakt zu Gleichgesinnten in ganz Bayern auf. Unter diesen waren Vertreter sowohl des sozialdemokratischen als auch des kommunistischen Untergrunds. Drei von ihnen waren von der Gestapo als Spitzel in die Harnier-Gruppe eingeschleust worden. Ab dem 4. August 1939 wurden 125 Personen des Harnier-Kreises verhaftet. Viele von ihnen saßen mehrere Jahre in Untersuchungshaft. Erst im Oktober 1944 fand das Gerichtsverfahren durch den Volksgerichtshof in Berlin statt. Während die übrigen Führungspersonen des Harnier-Kreises zu langjährigen Haftstrafen und Verlust der Bürgerlichen Ehrenrechte verurteilt wurden, wurde das Verfahren gegen Josef Zott vom Verfahren gegen die anderen führenden Mitglieder abgetrennt. Zott wurden erschwerend seine Kontakte zur KPD zur Last gelegt. Eine Äußerung Zotts gegenüber Heinrich Weiß, dieser hätte bei einem Aufenthalt in Österreich während des Anschlusses Gelegenheit gehabt, Adolf Hitler zu erschießen, wurde als Beweis für die Planung eines gewaltsamen Umsturzes gewertet. Zott wurde wegen Vorbereitung eines Hochverrats zum Tode verurteilt und im Zuchthaus Brandenburg-Görden hingerichtet. Das Urteil wurde am 15. Januar 1945 vollstreckt. Die Urne mit seiner Asche wurde am Münchner Westfriedhof beigesetzt.

## Gedenken

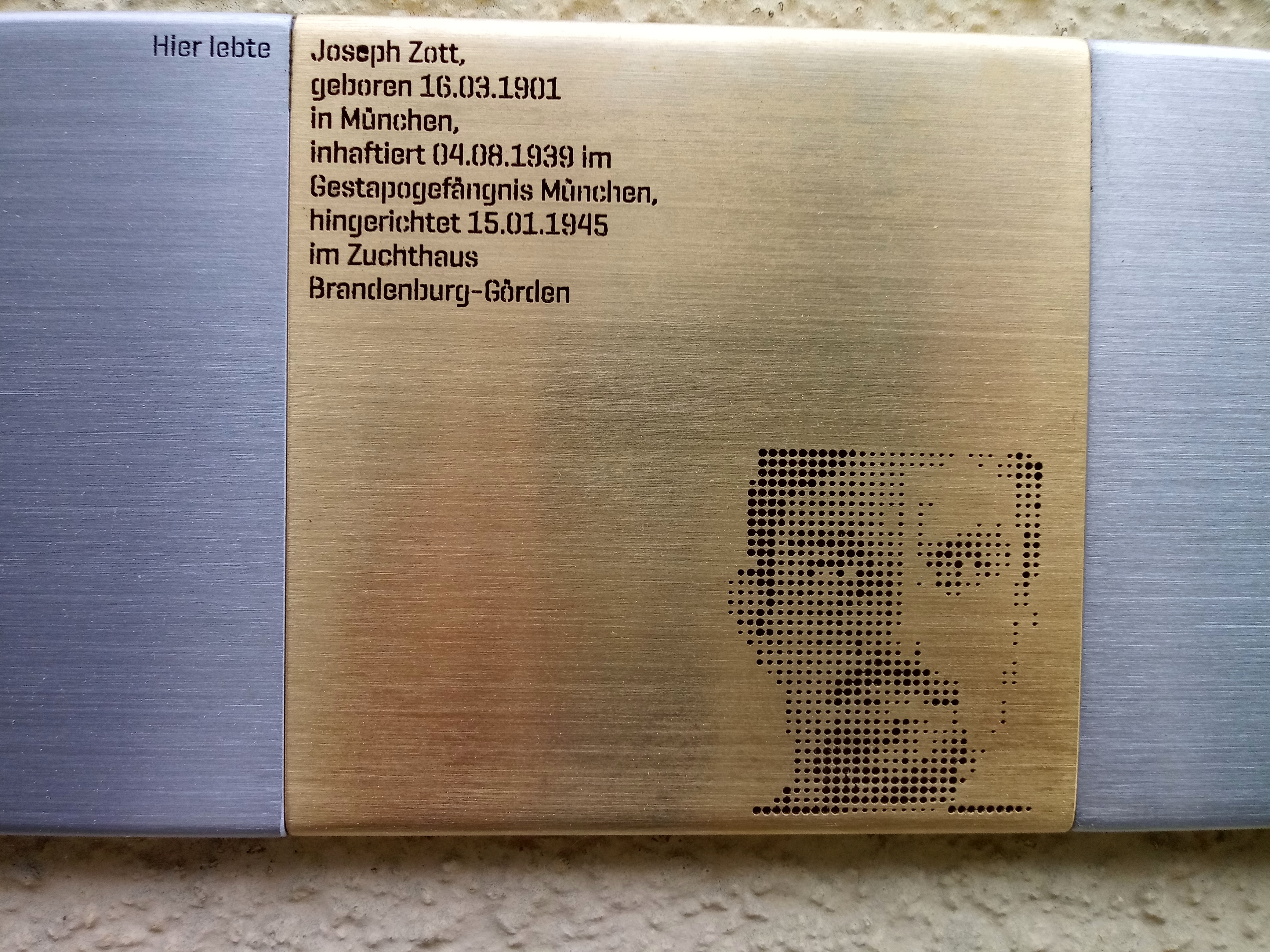
Erinnerungszeichen für Opfer des NS-Regimes in München für Josef Zott

- Josef Zott wurde von der Katholischen Kirche als Märtyrer in das deutsche Martyrologium des 20. Jahrhunderts aufgenommen.[1]
- Das Münchner NS-Dokumentationszentrum würdigt ihn und den Harnier-Kreis mit Archivalien und Fotos, die den katholisch motivierten Widerstand gegen das Naziregime darstellen.
- Im Münchner Stadtteil Fasanerie-Nord wurde 1947 eine Straße nach Josef Zott benannt, die später jedoch aufgelassen wurde.[2]
- Im Januar 2019 wurde im Rahmen des Projekts Erinnerungszeichen für Opfer des NS-Regimes in München an Josef Zotts ehemaligem Wohnhaus an der Geroltstraße 24 ein Erinnerungszeichen für ihn angebracht[3].